# Hubertus Audejans
Hubertus Audejans (Brugge, 1574 - 14 september 1615), ook Hubertus Audejan, was een Neolatijns dichter.

## Levensloop
Audejans was een telg uit een voorname Brugse familie van magistraten. Na zijn studies wijsbegeerte aan de universiteit van Leuven en zijn promotie tot licentiaat in de godgeleerdheid, werd hij secretaris ab epistolis van zijn leermeester Justus Lipsius.
Hij werd kanunnik aan de Sint-Donaaskathedraal en werd er aangesteld als 'penitencier'. Hij werd in deze kerk begraven.
Zijn oeuvre als Neolatijns dichter bestaat uit talrijke gelegenheidsgedichten gericht aan allerhande geleerde vrienden, meer in het bijzonder aan Abraham Ortelius en Justus Lipsius, die ze opnamen in hun publicaties.
Hij wijdde een studie aan Prudentius, een christelijk dichter uit de 4e eeuw, maar door zijn vroegtijdige dood bleef het werk onafgewerkt.